# Suzon (rivière)
Pour les articles homonymes, voir Suzon.
Le Suzon est une rivière française du département de la Côte-d'Or, dans la région Bourgogne-Franche-Comté et un affluent de l'Ouche, donc un sous-affluent du Rhône, par la Saône.

## Géographie
Le Suzon prend sa source entre Panges et Trouhaut, reçoit à Pasques les eaux d'un unique tout petit affluent de 1,7 km, le Ru blanc, et se jette dans l'Ouche à Longvic, à l'aval de la rue Jules Guesde.
Il arrive à Dijon en suivant le parcours de la route d'Ahuy puis son cours est couvert sur un peu plus de 4 km à partir du boulevard des Allobroges. Il débouche à l'air libre place Roger Salengro.
Au Haut Moyen Âge, une partie du Suzon a été dérivée pour alimenter les fossés qui ceinturaient le Castrum, cœur du Dijon antique. Une légende populaire locale précise d'ailleurs que "Dijon périra par le Suzon".
La haute vallée du Suzon est classée Natura 2000.
Depuis le 27 juin 2011, le Val-Suzon est classé réserve naturelle régionale sur 2 980,57 hectares.

## Communes traversées
Par ordre alphabétique :
- Ahuy
- Dijon
- Étaules
- Longvic
- Messigny-et-Vantoux
- Panges
- Pasques
- Prenois
- Saint-Martin-du-Mont
- Trouhaut
- Val-Suzon

## Hydrologie
Le Suzon est une rivière très irrégulière. Son débit a été observé durant une période de 13 ans (1990-2002), à Ahuy, localité du département de la Côte-d'Or située peu avant son confluent avec l'Ouche . La surface ainsi étudiée est de 140 km2, soit la presque totalité du bassin versant de la rivière.
Le module de la rivière à Ahuy est de 0,619 mètre cube par seconde.
Le Suzon présente des fluctuations saisonnières de débit fort marquées, comme très souvent en Bourgogne séquanaise. Les hautes eaux se déroulent en hiver et se caractérisent par des débits mensuels moyens allant de 0,97 à 1,48 m3/s, de décembre à mars inclus (avec un maximum très net en décembre et surtout janvier). À partir de la seconde partie du mois de mars, le débit baisse rapidement jusqu'aux basses eaux d'été qui ont lieu de juin à septembre inclus, entraînant une  baisse du débit mensuel moyen jusqu'à 0,0 m3/s au mois d'août, le cours d'eau tombant ainsi régulièrement à sec ce mois-là. Mais ces valeurs mensuelles ne sont que des moyennes et cachent des fluctuations bien plus prononcées sur de courtes périodes ou selon les années.
Aux étiages, le VCN3 chute jusque 0 à 0,001 m3/s (un litre par seconde), en cas de période quinquennale sèche, ce qui est très sévère.
Les crues peuvent être assez importantes, compte tenu de la taille de son bassin versant. Les QIX 2 et QIX 5 valent respectivement 15 et 21 m3/s. Le QIX 10 est de 24 m3/s, le QIX 20 de 28 m3/s, tandis que le QIX 50 n'a pas été calculé faute d'une période d'observation suffisamment longue pour le déterminer valablement.
Le débit instantané maximal enregistré à Ahuy a été de 29,2 m3/s le 30 novembre 
1996, tandis que la valeur journalière maximale était de 24,2 m3/s le lendemain 1er décembre. Si l'on compare la première de ces valeurs à l'échelle des QIX de la rivière, l'on constate que cette crue était d'ordre vicennal, et donc destinée à se répéter tous les 20-25 ans en moyenne.
Le Suzon est une rivière peu abondante. La lame d'eau écoulée dans son bassin versant est de 140 millimètres annuellement, ce qui est plus de deux fois inférieur à la moyenne d'ensemble de la France tous bassins confondus (320 millimètres). C'est très inférieur également à la moyenne du bassin de la Saône (501 millimètres à Lyon) et de l'Ouche (312 millimètres). Le débit spécifique (ou Qsp) atteint le chiffre très faible de 4,4 litres par seconde et par kilomètre carré de bassin.

## Patrimoine - Curiosités - Tourisme
Au détour d'une promenade, en traversant le gué en direction de la combe de Vaux de Roche, vous aurez peut-être la chance d'observer le cincle plongeur, Cinclus cinclus, ce passereau de la famille des cinclidés apprécie les cours d’eau rapides, généralement en tête de bassin. Il se nourrit principalement de larves aquatiques, qu’il pêche en marchant sous l’eau.
Une étude réalisée par le Groupe Naturaliste Universitaire de Bourgogne entre 2009 et 2010 montre qu'il est présent sur le Suzon en amont du hameau de Sainte-Foy (commune de Val-Suzon).
Le Suzon a connu deux grandes crues en 1910 et mai 2013. Ses caprices sont probablement à l'origine du dicton local  « Dijon périra par le Suzon ».